# Bettancourt-la-Longue
Bettancourt-la-Longue is een gemeente in het Franse departement Marne (regio Grand Est) en telt 88 inwoners (2009). De plaats maakt deel uit van het arrondissement Vitry-le-François.

## Geografie
De oppervlakte van Bettancourt-la-Longue bedraagt 6,0 km², de bevolkingsdichtheid is dus 14,7 inwoners per km².
De onderstaande kaart toont de ligging van Bettancourt-la-Longue met de belangrijkste infrastructuur en aangrenzende gemeenten.

## Demografie
Onderstaande figuur toont het verloop van het inwonertal (bron: INSEE-tellingen).